# Aile pliée
 (février 2023).
Si vous disposez d'ouvrages ou d'articles de référence ou si vous connaissez des sites web de qualité traitant du thème abordé ici, merci de compléter l'article en donnant les références utiles à sa vérifiabilité et en les liant à la section « Notes et références ».

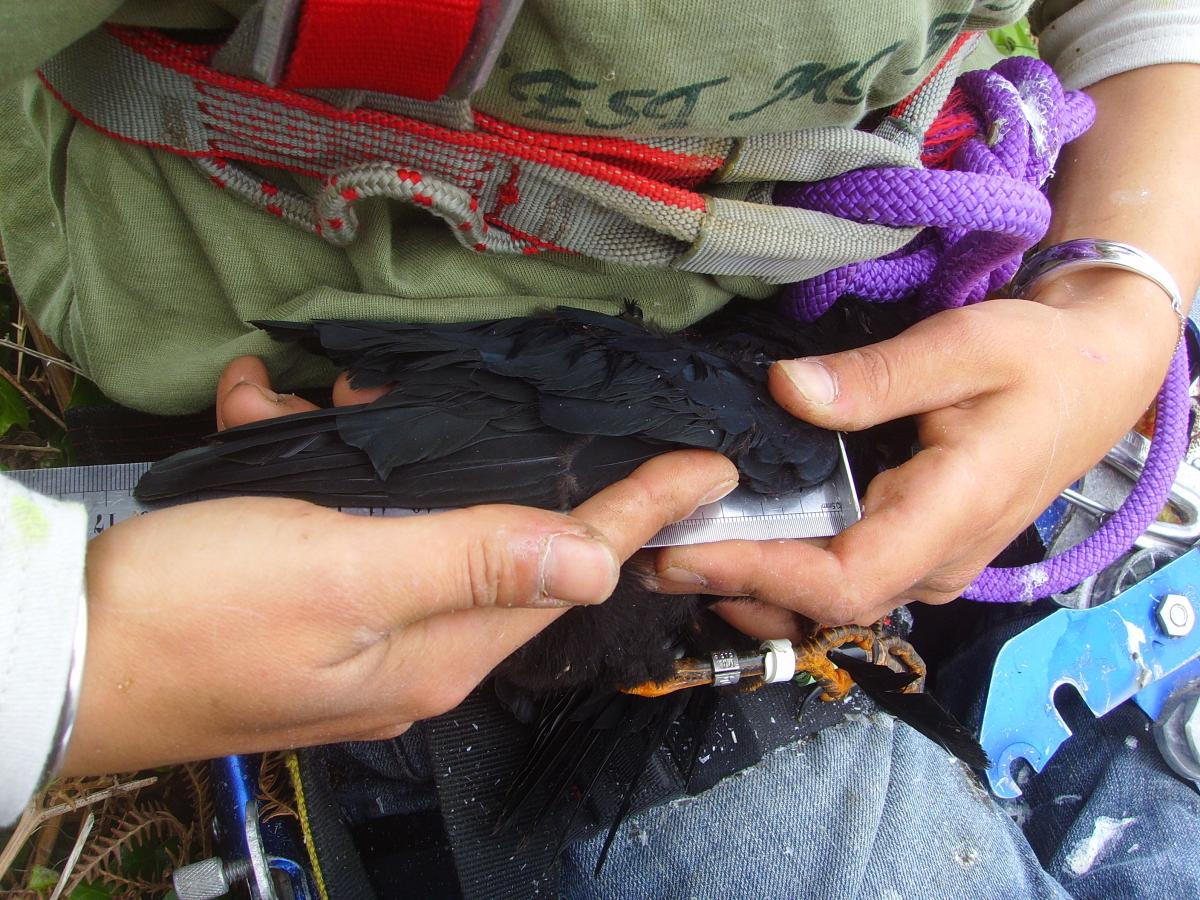
Mesure de l'aile pliée sur un poussin de crave à bec rouge lors du baguage.

L'expression « aile pliée » désigne une mesure standard de la taille des oiseaux. Elle consiste à plier l'aile latéralement au corps de l'oiseau, à en appliquer la face inférieure sur un réglet à butée et à mesurer la distance entre le poignet et l'extrémité de la rémige la plus longue en réduisant toutes les courbures de l'aile elle-même et des plumes.
Cette mesure est plus précise, c'est-à-dire moins soumise aux erreurs de mesure et donc plus reproductible, que la longueur totale de l'oiseau ou son envergure. Elle est de ce fait plus susceptible d'être l'objet de comparaisons statistiques, entre individus conspécifiques ou entre espèces.  